# Хорхе Глас
Хо́рхе Дави́д Глас Еспине́л (на испански: Jorge David Glas Espinel), или само Хорхе Глас, е висш еквадорски политик – вицепрезидент (2013 – 2017), министър (2009 – 2012), и стопански ръководител, осъден за корупция.

## Биография
Роден е в Гуаякил, Еквадор на 13 октомври 1969 г. Член е на партията Алианс ПАИС.
Работи в правителството на президента Рафаел Кореа от 2007 г. В периода 2007 – 2009 г. е генерален директор на Фонда за солидарност – обединение на няколко държавни енергийни и телекомуникационни компании, призвано да ускори развитието ва изостанали райони в страната. Председател е и на Националния съвет по телекомуникациите.
След това е министър на телекомуникациите и информационното общество (2009 – 2010) и министър-координатор на стратегическия сектор (2010 – 2012).
На 3 януари 2013 г. – ден преди началото на кандидат-президентската кампания, Глас е обвинен от депутат в парламента в плагиатство за дисертацията му за научна степен в областта на електротехниката и електрониката от 2008 г. Дисертационният съвет обявява работата на Глас за истинска и отхвърля обвиненията.
На президентските избори през 2013 г. Х. Глас е кандидат за вицепрезидент в екип с кандидата за президент Рафаел Кореа. Удържат победа с 57,17 % от гласовете. На поста остава от 24 май 2013 до 13 декември 2017 г.
На президентските избори през 2017 г. отново е кандидат за вицепрезидент – този път в екип с кандидата за президент Ленин Морено (негов прешественик като вицепрезидент). Побеждават на 2-ия тур с 51 % от гласовете. Встъпват в длъжност на 24 май 2017 г. На 3 август 2017 г. президентът Морено издава указ за лишаване на Х. Глас от пълномощията му на вицепрезидент, след като е обвинен в разхищения от генералната прокуратура на Еквадор.
През декември 2017 г. Глас е осъден на 6 години затвор от Върховния съд на Еквадор за получаване на подкуп от над 13,5 млн. щ. дол. във връзка с наказателно дело в Бразилия, известно като Операция „Автомивка“ или Скандал Odebrecht.